# Zbroja skórzana

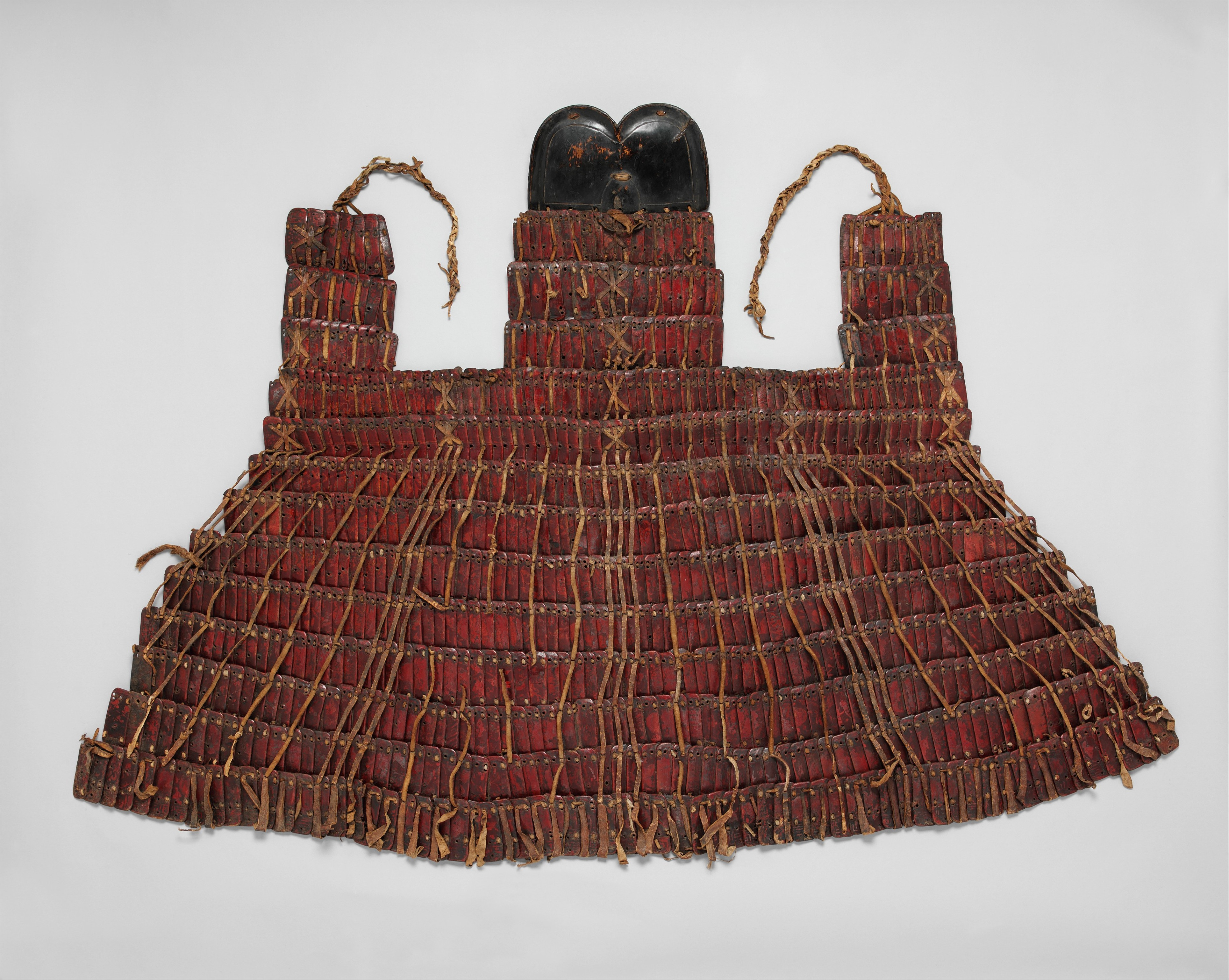
Zbroja skórzana (lamelkowa)
Tybet XV – XVII w.

Zbroja skórzana – rodzaj zbroi, wykonanej z grubej sztywnej skóry. Skórę zwykle utwardzano poprzez gotowanie w wosku. Skóra była materiałem powszechnie dostępnym w przeciwieństwie do wymagającego specjalistycznej obróbki metalu, dlatego zbroja skórzana była tańsza i mogli sobie na nią pozwolić także mniej zamożni wojownicy. W toku rozwoju uzbrojenia ochronnego osłonę skórzaną uzupełniano płytkami metalowymi. Przykładem zbroi skórzano-metalowej jest brygantyna. Również karacena jest zbudowana na podłożu skórzanym. Zbroi skórzanych, obok pancerzy metalowych, używali japońscy samurajowie.